# Priestewitz
Priestewitz je obec v německé spolkové zemi Sasko. Nachází se v zemském okrese Míšeň a má přibližně 3 200 obyvatel.

## Historie
První písemná zmínka o vesnici pochází z roku 1350, kdy je uváděna jako Pristanewicz. Roku 1973 byla k Priestewitz připojena do té doby samostatná obec Kottewitz-Stauda, v roce 1994 pak Blattersleben, Kmehlen-Gävernitz a Zottewitz a roku 1999 Baßlitz, Lenz a Strießen. Roku 2003 byly vyškrtnuty místní části Dallwitz a Dobritzchen.

## Přírodní poměry
Priestewitz leží uprostřed zemského okresu Míšeň severně od okresního města Míšeň a jižně od velkého okresního města Großenhain. Krajina je převážně zemědělská, málo zalesněná. Na západě zasahuje na území obce přírodní rezervace Seußlitzer und Gauernitzer Gründe. Obcí prochází železniční trati Drážďany–Lipsko s nádražím Priestewitz a Drážďany–Berlín bez zastávky (nádraží Böhla není používáno).

## Správní členění
Priestewitz se dělí na 22 místních částí:
- Altleis
- Baselitz
- Baßlitz
- Blattersleben
- Böhla
- Böhla Bahnhof
- Döschütz
- Geißlitz
- Gävernitz
- Kmehlen
- Kottewitz
- Laubach
- Lenz
- Medessen
- Nauleis
- Piskowitz
- Porschütz
- Priestewitz
- Stauda
- Strießen
- Wantewitz
- Zottewitz

## Pamětihodnosti
- panský dům v Baselitz
- kostel svatého Petra v Lenzu
- kostel svatého Urbana ve Wantewitz
- zámek Dallwitz
- bývalý větrný mlýn ve Zottewitz